# Concordia Goch
Concordia Goch (offiziell: Fußballclub Concordia e.V. 1919 Goch) ist ein Sportverein aus Goch im Kreis Kleve. Die erste Fußballmannschaft der Frauen nahm einmal am DFB-Pokal teil.

## Geschichte
Der Verein wurde im Jahre 1919 gegründet. Die Frauenmannschaft der Concordia schafften im Jahre 1987 den Aufstieg in die seinerzeit erstklassige Regionalliga West. In den Spielzeiten 1987/88 und 1988/89 erreichte die Concordia mit Rang sechs ihren sportlichen Zenit, bevor die Mannschaft im Jahre 1990 Tabellenletzter wurde. Durch die gleichzeitige Einführung der Frauen-Bundesliga rutschte die Mannschaft direkt von der Erst- in die Drittklassigkeit. 1991 qualifizierte sich die Mannscheft als niederrheinischer Pokalsieger für den DFB-Pokal, verlor aber nach einem Freilos in der ersten Runde in der zweiten Runde mit 1:5 gegen den VfR Eintracht Wolfsburg. Später wurde die Abteilung aufgelöst.
Die Männer der Concordia wurden 1946 erster Nachkriegskreismeister im Kreis Kleve und qualifizierten sich für die Bezirksmeisterschaft Linker Niederrhein. Dort unterlag die Mannschaft in der ersten Runde dem TuS Lintfort deutlich mit 0:8. Ab 1946 spielten die Gocher in der Bezirksklasse, wo die Concordia 1948 Vizemeister hinter dem SC Kleve 63 wurde. Zwei Jahre später stieg die Mannschaft in die Kreisklasse ab. Erst 1957 gelang der Wiederaufstieg. Drei Jahre später gelang der Klassenerhalt erst nach einem Entscheidungsspielsieg über Siegfried Materborn, bevor es 1963 runter in die Kreisklasse ging. Seitdem kam der Verein nicht mehr über untere Spielklassen hinaus und spielt seit dem Aufstieg im Jahre 2012 in der Kreisliga A.

## Persönlichkeiten
- Monika Kneip